# Fritz Levy
Friedrich „Fritz“ Levy (geboren am 6. Mai 1901 in Jever; gestorben am 25. Oktober 1982 ebenda) war  Viehhändler in seiner Heimatstadt. Wegen der Judenverfolgung während der Zeit des Nationalsozialismus emigrierte er nach Shanghai. Seine Biografie wurde nach seinem Tod Gegenstand von Veröffentlichungen, eines Romans und eines Films.

## Jugend
Levy wurde als Sohn einer jüdischen Viehhändlerfamilie geboren. Er verließ das Mariengymnasium nach der Obersekunda und absolvierte einige Semester an einer Veterinärfachschule in Berlin, musste aber die Ausbildung abbrechen, da sein Vater Julius Levy bei einem tragischen Unfall ums Leben gekommen war. Levy übernahm den väterlichen Viehhandel und Schlachtereibetrieb, der sich in Jever auf dem Eckgrundstück Schlosserstraße / Bismarckstraße befand. „Mit den Nazis war das zunächst halb so wild.“ schreibt Levy in seinen Lebenserinnerungen. „Davon haben wir Juden erst 1933 etwas bemerkt.“

## Verhaftung und KZ

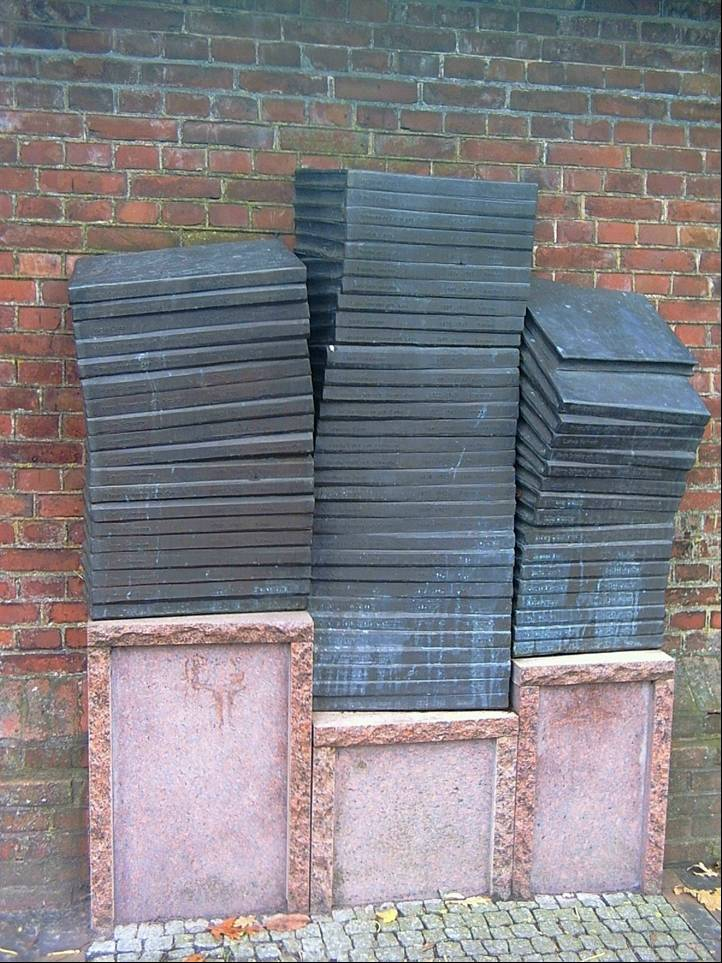
Denkmal der ermordeten Juden Jevers

Levy besuchte die Propagandaversammlungen der Jeverschen NSDAP. Als er von Saalordnern auf das Schild „Für Juden verboten!“ hingewiesen wurde, antwortete er: „Da steht doch für Juden ... ich bin aber doch nur ein einzelner Jude!“ Es kam zu handgreiflichen Auseinandersetzungen, in denen der „blonde und blauäugige Jude von Jever“ sich mit seinen starken Fäusten teilweise erfolgreich zur Wehr setzte. Am 16. Juni 1938 morgens kurz vor sieben Uhr wurde Levy von zwei Polizisten verhaftet. Sie brachten ihn nach Wilhelmshaven. Von hier aus ging es mit einem Sammeltransport in das Konzentrationslager Sachsenhausen bei Oranienburg. Überraschenderweise wurde er jedoch nach einem halben Jahr wieder entlassen. Der Amtsrichter Anton Cropp in Jever hatte sich für ihn eingesetzt.
Am 16. Dezember 1938 traf er wieder in seiner Heimatstadt ein. „Die Stadt“ – so Levy – „hatte sich innerhalb eines halben Jahres total verändert.“ In der Reichspogromnacht vom 9. auf den 10. November war wie überall in Deutschland auch die Synagoge der 149 Mitglieder zählenden jüdischen Gemeinde durch Brandanschlag der Nazis zerstört worden. Die Mehrzahl der jüdischen Mitbürger war entweder verschleppt worden oder hatte ins Ausland flüchten können. Die jüdischen Geschäfte wurden geschlossen.

## Exil
Levy beschloss auszuwandern. Er dachte zunächst an Argentinien. Ein Einwanderungsantrag, den er beim argentinischen Konsulat in Bremen stellte, wurde abschlägig beschieden. So buchte er für 1200 Reichsmark einen Platz auf dem nächstbesten Schiff: Es war der Frachtdampfer Oder, der ihn nach Shanghai in China brachte.
Shanghai war damals eine autonome Stadt, in der viele europäische Handelsgesellschaften ihre Niederlassung hatten. Bereits seit dem 19. Jahrhundert existierte in Shanghai eine große jüdische Gemeinde (Sepharden). Anfang des 20. Jahrhunderts waren weitere Juden aus Russland zugezogen, die eine zweite Gemeinde bildeten. Viele Juden aus Deutschland haben hier während der Zeit des Nationalsozialismus Zuflucht gefunden.
Levy fand im Europäerviertel Shanghais Wohnung und Arbeit als „Quicktransporter“. Mit Fahrrad und Anhänger fuhr er Waren aus. In den Zeitungen las er von den Massenvernichtungen in deutschen Konzentrationslagern. „Aber so etwas konnte man einfach nicht glauben, wenn man so lange wie ich in Deutschland gelebt hat“, schreibt Levy in seinen Lebenserinnerungen.
Nach Kriegsende in Europa kamen die Amerikaner nach Shanghai. Sie stellten Levy für 50 Dollar im Monat als Kraftfahrer ein. 1949 reiste er über Canberra/Australien nach San Francisco/USA. Noch in Canberra stellt er über eine amerikanische Organisation den Antrag, sein von den Nazis beschlagnahmtes Vermögen zurückzuerhalten. Er hatte anfangs vor, in den USA zu bleiben. „Das Heimweh“, so Levy, „ließ mich aber nicht zur Ruhe kommen.“

## Rückkehr nach Jever

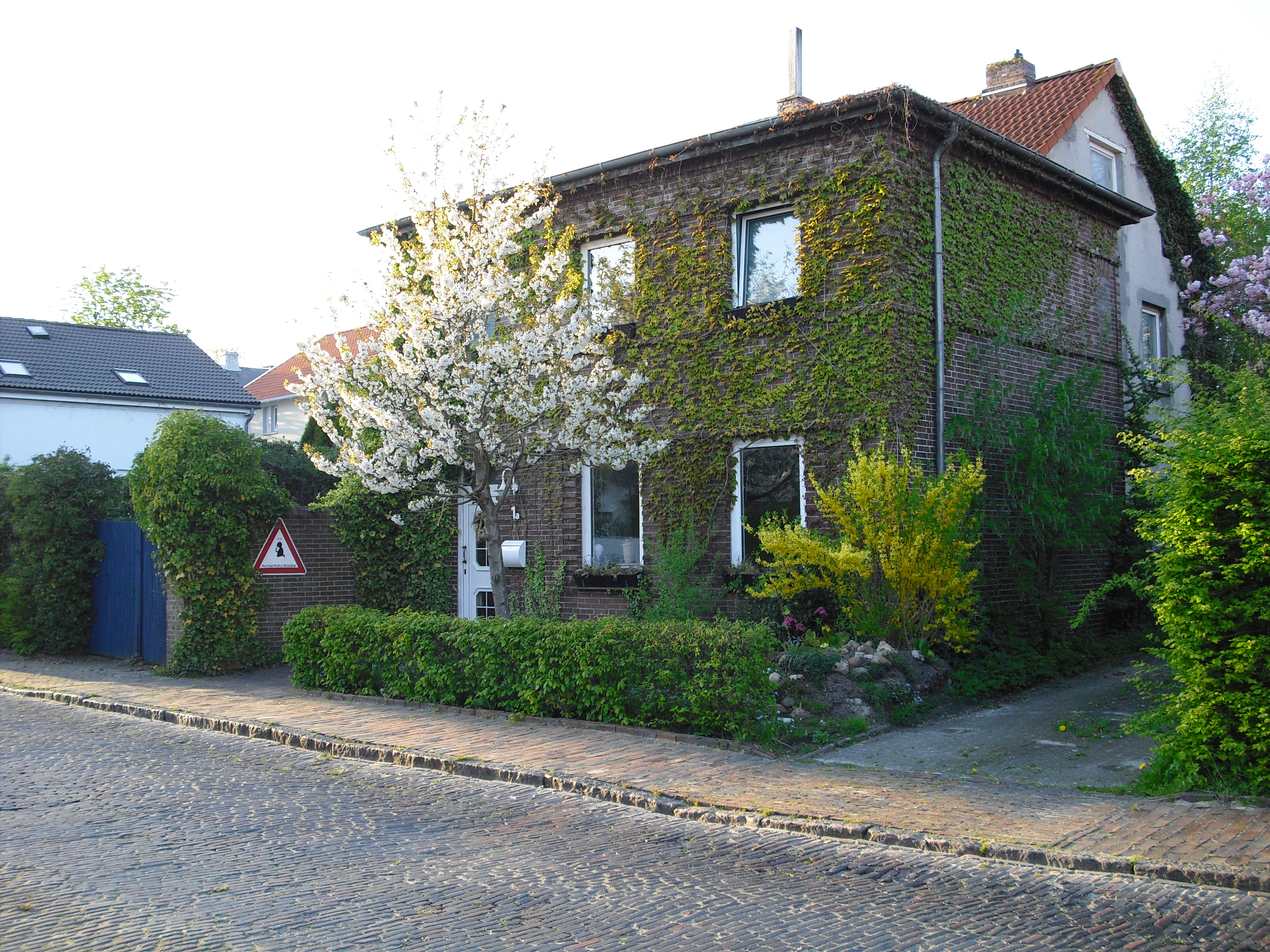
Fritz-Levy-Haus in Jever, Bismarckstraße 1a

1951 kehrt er über New York und Amsterdam nach Jever zurück. In den Händen hielt er nur einen Pappkoffer mit den wichtigsten Utensilien des täglichen Bedarfs. Er erfuhr erst jetzt, dass seine Mutter und seine Geschwister sowie sämtliche Verwandte im KZ Auschwitz ermordet worden waren.
Nach Schwierigkeiten konnte er sein Eigentum zum Neuaufbau einer Existenz zurückerhalten. Auch in der Folgezeit erfuhr er die Ablehnung seiner „ehemals dunkelbraunen“ Heimatstadt. Er entwickelte sich zum Sonderling. Der Zustand seines Hauses entsprach in keiner Weise den bürgerlichen Standards der friesischen Kleinstadt. Die Tore seines Grundstücks wurden mit Hakenkreuzen beschmiert. Manche äußerten: „Fritz Levy hat man vergessen zu vergasen!“ Andere bezeichneten ihn als „Schandfleck von Jever“.
Levy reagierte mit Aggression und Depression. Wochenlang verbarrikadierte er sich in seinem Haus an der Bismarckstraße, dann trat er wieder an die Öffentlichkeit, verfasste Flugblätter, wurde im Rathaus vorstellig, erhob Anklage und wurde angeklagt. Ein erster Suizidversuch folgte.

## Mitglied des jeverschen Stadtrates
Zur jeverschen Jugend entwickelte Levy ein intensives Verhältnis. Er überließ ihr in der Zeit des Ringens um ein eigenes Jugendzentrum sein Wohnhaus und wurde als Anerkennung von den Jugendlichen in den Beirat der schließlich Ende 1980 eröffneten Einrichtung gewählt. Ermutigt durch diesen Rückhalt kandidierte er 1981 für den jeverschen Stadtrat als Einzelbewerber – und wurde vor allem von jugendlichen Wählern gewählt. Nach seiner Wahl war er es, der die konstituierende Sitzung des Stadtrates als Alterspräsident zu eröffnen hatte.
Die große Presse wurde auf ihn aufmerksam. Der Spiegel, der Stern und sogar die New York Times berichteten über „den letzten Juden von Jever“. Nach den ersten spektakulären Auftritten im Stadtrat und in den Ausschusssitzungen wurde es allerdings wieder schnell ruhig um ihn. Seine Freunde erinnern sich, dass ihn der Trubel um seine Person müde gemacht hat. Er kam mit dem Leben nicht mehr zurecht und starb 1982 durch Suizid. Sein Grab befindet sich auf dem jüdischen Friedhof in Jever.

## Würdigungen
Elke Baur setzte 1994 mit ihrem Dokumentarfilm Fritz lebt – Geheimtäter und Viehlosoph dem letzten Juden von Jever ein Denkmal – ebenso Peter Faecke mit seinem Roman Ankunft eines Schüchternen im Himmel.

## Künstlerische Auseinandersetzung mit der Person Fritz Levy
Die Künstlerin Ariane Litmeyer und der Gestalter Jan Charzinski haben 2022 mit dem künstlerischen Online- und Printprojekt „Aber wo ist Fritz?“ (FritzZine – Levy Magazin) das Leben von Levy in der Stadt Jever zusammengestellt und beschrieben. Es ist eine Auseinandersetzung mit Levy und der jeverischen Stadtgeschichte. Ziel des Projektes ist, Levy wieder ins Bewusstsein der Stadt zu rücken.